# علي بن بابويه
الشيخ علي بن بابويه القمي، (القرن الثالث الهجري ـ 329 هـ) هو أبو الحسن، علي بن الحسين بن موسى بن بابويه الصدوق القمّي وعرف بالصدوق الأول، والد الشيخ الصدوق صاحب من لا يحضره الفقيه وعيون أخبار الرضا. وُلد في القرن الثالث الهجري بمدينة قم، عاصر الإمام الحسن العسكري، وتوفّي عام 329 هـ، ودفن في مدينة قم، وله مزار معروف.

## حياته

### مكانته
كان العلماء يتمسّكون بما يجدونه من شرائعه عند إعواز النصوص لحسن ظنّهم به، ويعتقدون أنّ فتواه كروايته. 

### دعاء الإمام المهدي له
التقى علي بن بابويه بالسفير الثالث للإمام المهدي، الحسين بن روح في العراق، ثمّ كاتبه بعد ذلك على يد علي بن جعفر بن الأسود، يسأله أن يوصل له رقعة إلى محمد المهدي يسأل فيها الولد، فكتب المهدي إليه: «قد دعونا الله لك بذلك، وسترزق ولدين ذكرين خيّرين».

### وصية الإمام الحسن العسكري له
قال له الإمام الحسن العسكري: «أمّا بعد: أُوصيك يا شيخي ومعتمدي وفقيهي، أبا الحسن علي بن الحسين القمّي، وفّقك الله لمرضاته ، وجعل من صلبك أولاداً صالحين برحمته ، بتقوى الله، وإقام الصلاة، وإيتاء الزكاة ، فانه لا تقبل الصلاة من مانع الزكاة. وأوصيك بمغفرة الذنب، وكظم الغيظ، وصلة الرحم، ومواساة الاخوان، والسعي في حوائجهم في العسر واليسر، والعلم عند الجهل، والتفقه في الدين، والتثبت للامور، والتعاهد للقرآن، وحسن الخلق، والامر بالمعروف والنهي عن المنكر، قال الله (لا خير في كثير من نجواهم الا من أمر بصدقة أو معروف أو اصلاح بين الناس) واجتناب الفواحش كلها، وعليك بصلاة الليل ، فإنّ النبي محمد أوصى علياً فقال: يا علي عليك بصلاة الليل، ثلاث مرّات، ومن استخفّ بصلاة الليل فليس منّا ، فاعمل بوصيّتي، وأمر جميع شيعتي حتّى يعملوا عليه، وعليك بالصبر وانتظار الفرج، فإنّ النبي قال: أفضل أعمال أُمّتي انتظار الفرج ، ولا يزال شيعتنا في حزن حتّى يظهر ولدي الذي بشّر به النبي (صلى الله عليه وآله) أنّه يملأ الأرض عدلاً وقسطاً، كما ملئت ظلماً وجوراً. فاصبر يا شيخي وأمر جميع شيعتي بالصبر، فإنّ الأرض لله يورثها من يشاء من عباده والعاقبة للمتّقين، والسلام عليك وعلى جميع شيعتنا، ورحمة الله وبركاته».

## الجرح والتعديل

### من أساتذته
من أساتذته:
- الشيخ علي بن إبراهيم القمي.
- علي بن حسين السعدآبادي.
- عبد الله بن الحسن المؤدب.
- أبو جعفر محمد بن يحيى العطار.
- محمد بن إدريس الحنظلي.
- علي بن موسى الكمنداني.
- الحسن بن أحمد المالكي.

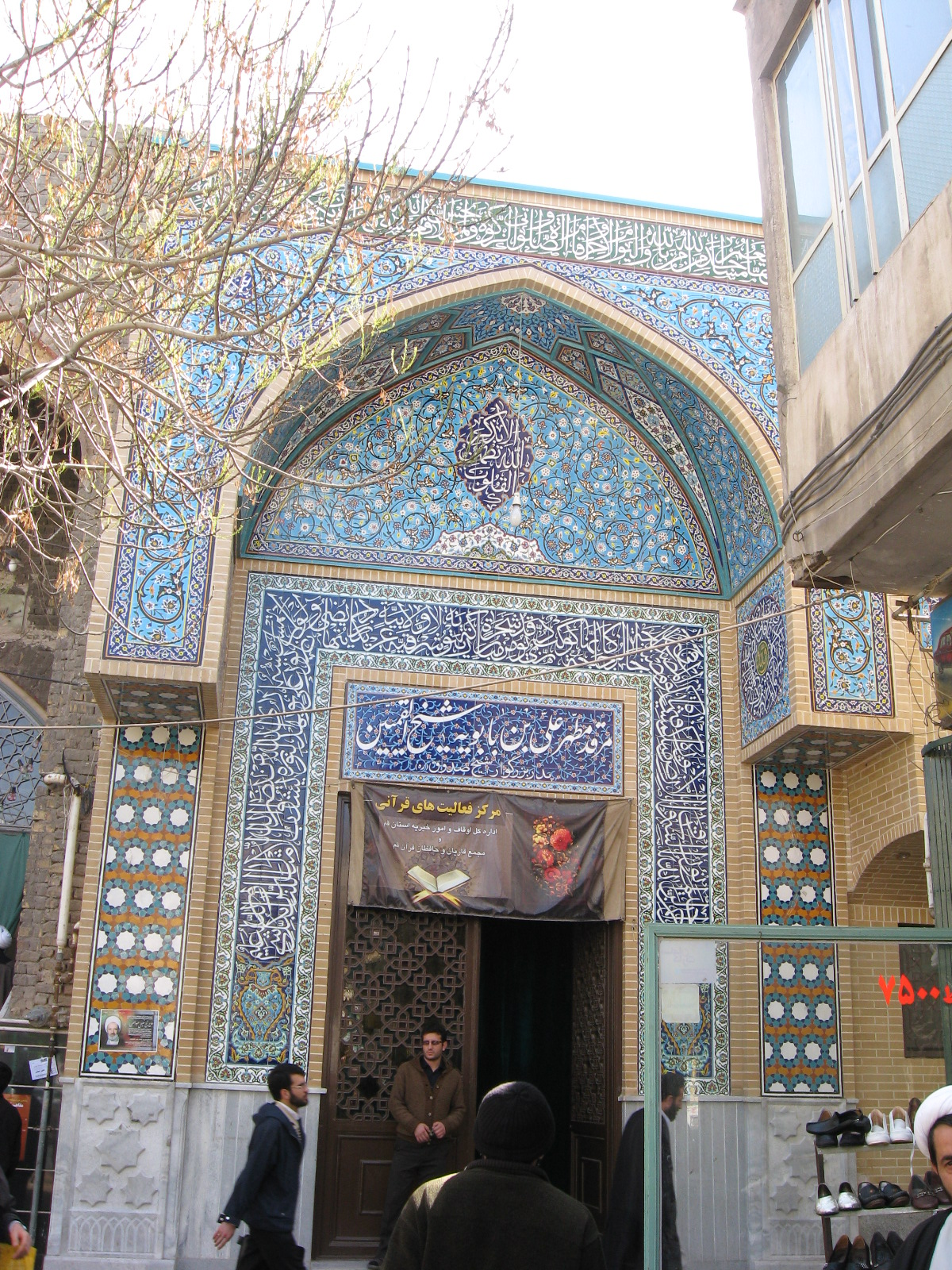
مرقد علي بن بابويه في قم

- عبد الله بن جعفر بن الحسن الحميري.
- الحسين بن محمّد بن عامر.
- سعد بن عبد الله الأشعري.

### من تلامذته
- جعفر ابن قولويه القمّي صاحب كامل الزيارات .

### من أقوال العلماء فيه
- قال عنه أحمد بن علي النجاشي: «شيخ القميين في عصره، ومتقدمهم، وفقيههم، وثقتهم».[7]
- قال عنه الشيخ الطوسي: «علي بن الحسين بن موسى بن بابويه القمي: كان فقيها، جليلا، ثقة».[8]
- قال عبد الله الأفندي: «العالم الكامل الجليل المحدّث المعروف بعلي بن بابويه».[9]
- قال عنه النوري: الشيخ الأقدم، والطود الأشم أبو الحسن ابن بابويه القمّي، العالم الفقيه، المحدّث الجليل، صاحب المقامات الباهرة، والدرجات العالية. [10]
- قال عنه محمد باقر المجلسي: من أعاظم المحدّثين والفقهاء، وعلماؤنا يعدّون فتاواه من جملة الأخبار [11]
- قال محمد باقر الخوانساري: «الشيخ الفقيه، الثقة الوجيه، المعتمد عليه، أبو الحسن علي بن الحسين بن موسى بن بابويه كان من أجلاّء فقهاء الأصحاب، والأدلاّء على صراط آل محمّد الأنجاب الأطياب، غيوراً في أمر الدين، مدمّر أساس الملحدين، معظّماً من مشايخ الشيعة، مفخّماً من أركان الشريعة، صاحب كرامات ومقامات، ومساعي وانتظامات».[12]
- قال ابن النديم: «ابن بابويه، واسمه عليُّ بن الحسين بن موسى القميّ من فقهاء الشيعة وثقاتهم».[13]

## من مؤلفاته
من مؤلفاته:
- كتاب المواريث.
- كتاب المعراج.
- كتاب التوحيد.
- كتاب الصلاة.
- كتاب الجنائز.
- الإمامة والتبصرة من الحيرة .
- كتاب الإملاء.
- نوادر كتاب المنطق.
- كتاب الإخوان.
- النساء والولدان.
- كتاب تفسير القرآن.
- كتاب النكاح.
- مناسك الحجّ.
- قرب الإسناد.
- كتاب التسليم.
- كتاب الطبّ.

## ما رُوي في وفاته
روي أنّ علي بن محمّد السمري، السفير الرابع لمحمد المهدي، قال يوماً لجمع من المشايخ عنده: «آجركم الله في علي بن الحسين ـ أي علي بن بابويه القمّي ـ فقد قبض في هذه الساعة»، قالوا: فأثبتنا تاريخ الساعة واليوم والشهر، فلمّا كان بعد سبعة عشر أو ثمانية عشر يوماً ورد الخبر أنّه قبض في تلك الساعة التي ذكرها السمري.